# Alfred André
Pour les autres membres de la famille, voir Famille André.
Alfred-Louis-Édouard André (Paris, 12 décembre 1827 - Paris 8e, 23 janvier 1896), est un banquier et homme politique français.

## Biographie

### Jeunesse et études
Alfred André est le fils de Jean André (1793-1850), banquier et receveur général des finances d'Indre-et-Loire, et de la philanthrope Henriette Walther. Il est le petit-fils du banquier Dominique André et du général Frédéric Henri Walther. 
Il suit des études de droit à Paris. Il épouse en 1879 Alice Joly de Bammeville, présidente du comité directeur du pensionnat de jeunes filles de l'Église réformée de Paris (97 rue de Reuilly), fille de Jules-Samuel et de Clémence Poupart de Neuflize.

### Parcours professionnel
Il entre dans la banque familiale et devient associé-gérant de la Banque Marcuard, André et Cie. Il est également président la Société des chemins de fer de Roumélie et administrateur du Compagnie des chemins de fer Paris-Lyon-Marseille (PLM), de la Banque ottomane (dont il est membre du Comité parisien de 1863 à 1896), des Forges et Chantiers de la Méditerranée et des Messageries maritimes.
Banquier à Paris, régent de la Banque de France depuis 1871 et membre de la Chambre de commerce de Paris depuis 1867, il occupe une situation considérable dans le monde financier quand vient la révolution du 4 septembre 1870.

### Parcours politique
Conservateur libéral, André s'était tenu, sous l'Empire, à l'écart de la politique : le gouvernement de la Défense nationale lui donne le poste d'adjoint au maire du IXe arrondissement de Paris. Le 2 juillet 1871, lors des élections complémentaires à l'Assemblée nationale, porté sur la liste conservatrice dite de l'Union parisienne de la presse, il est élu représentant de la Seine.
C'est lui qui réunit 11 autres personnalités, "hommes d'action, hommes de science, également hommes d'église" (... pour signer ensemble) "le manifeste, imprimé en 1872,(qui) s'intitule : "Projet de fondation d'un collège libre pour l'enseignement secondaire dans la banlieue de Paris ou aux environs". Ce sera la pierre fondatrice de l’École alsacienne de Paris. "Au premier rang figure Alfred André, qui les a réunis. Connu comme ancien régent de la Banque de France, élu député de Paris en 1871 sur la liste des républicains conservateurs, André a la réputation d'un esprit libéral, indépendant et généreux, capable de combattre avec la même détermination les projets de droite ou de gauche qui lui semblent contraires à l'intérêt national. À ses côtés on rencontre le grand Adolphe Wurtz (l'un des plus brillants produits du Gymnase), célèbre chimiste, "leader de l'atomisme", minéralogiste et médecin, (...) Charles Friedel, son cadet de quinze ans (...), de Seynes, un autre professeur de médecine, deux ingénieurs, Alphonse Parran et Louis Sautter, le baron Léon de Bussière, ancien conseiller d'Etat, l'inspecteur des finances Alfred de Billy, l'industriel Breittmayer et trois pasteurs : Dhombre, de l'Eglise de Paris, Matter de l'Eglise luthérienne, et Bersier, de l'Eglise libre."

Il acquiert le château de Crassy en 1874.

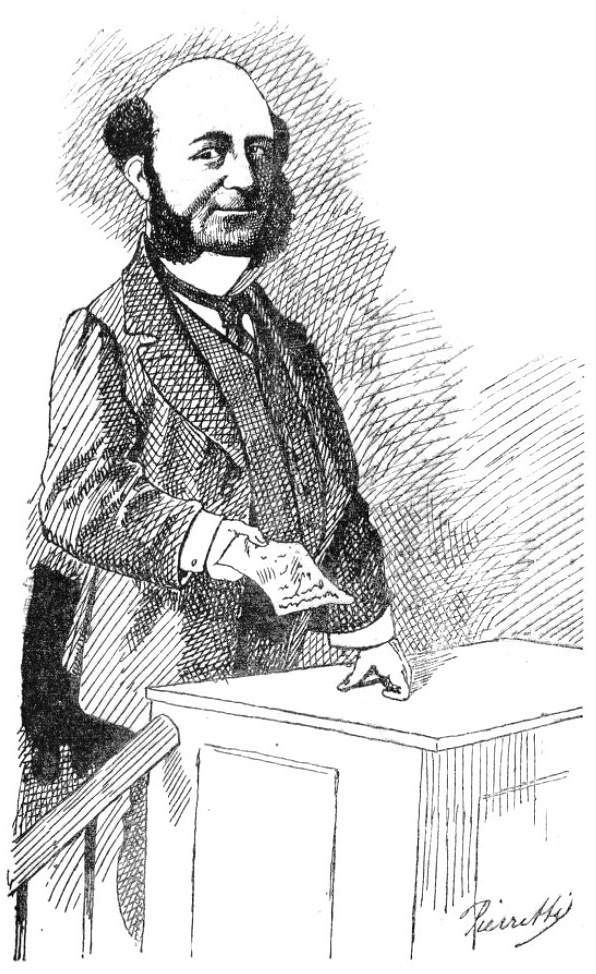
Alfred André (caricature de 1873).

Président de la Société anonyme des eaux minérales d'Évian-les-Bains, une avenue de la commune d'Évian-les-Bains porte son nom. Il est membre du conseil d'administration de l'École libre des sciences politiques.
Candidat sans succès aux élections sénatoriales dans le département de l'Ain le 30 janvier 1876, il ne se représente pas, le mois suivant, à la Chambre des députés.
Il était membre du Cercle des chemins de fer et trésorier de l'Union libérale républicaine.
Il a fait don (ou légué ?) à la bibliothèque de la Société de l'histoire du protestantisme français d'une collection de livres anciens rares et précieux, connue comme le "Fonds André". Il était membre du consistoire de l'Église réformée de Paris et trésorier du comité directeur du pensionnat de jeunes-filles de l'Église réformée de Paris (97 rue de Reuilly).